# 念仏踊り
念仏踊り（ねんぶつおどり）は、念仏を唱えながら踊る日本の伝統芸能で、さまざまな様式で全国に分布している。踊り手と歌い手が分かれているものと、自ら念仏を唱えながら踊るものがあり、後者は踊念仏とも言う。

## 解説
踊り手と歌い手が分かれている念仏踊りの起源は、菅原道真が仁和2年（886年）から仁和6年（889年）の4年間、讃岐守を務めた時に行った「雨乞いの踊り」とされ、翌年から村人達が感謝の意味で踊ったのが今に残るとされる。「念仏踊り」となったのは承元元年（1207年）に法然上人が宗教上の争いから讃岐に流され、この踊りを見てセリフとして「念仏」を唱えるようにさせたことによる。現在でも香川県綾歌郡綾川町滝宮では8月25日に「滝宮の念仏踊」が行なわれ、全国に残る「念仏踊り」のルーツとして国の重要無形民俗文化財に指定されている。
念仏を唱えながら踊るものは、平安時代に空也上人が始め、鎌倉時代に一遍上人によって広められたと言われ、空也念仏とも呼ばれる。
国の重要無形民俗文化財に指定されている念仏踊りには、前述の滝宮の念仏踊のほか、長野県佐久市の「跡部の踊り念仏」、同県下伊那郡阿南町の「和合念仏踊り」、京都の「六斎念仏」踊りなどがある。